# Deutsche Leichtathletik-Meisterschaften 1993
Die 93. Deutschen Leichtathletik-Meisterschaften wurden vom 9. bis zum 11. Juli 1993 im Wedaustadion in Duisburg ausgetragen.

## Wettbewerbe
Neu aufgenommen in das Meisterschaftsprogramm wurde der Hammerwurf für Frauen. Der Straßenlauf – bisher ausgetragen über 15 km (Frauen) bzw. 25 km (Männer) wurde ab 1993 als Halbmarathonlauf durchgeführt.

## Ausgelagerte Disziplinen
Außerdem wurden wie in den Jahren zuvor weitere Meisterschaftstitel an verschiedenen anderen Orten vergeben, in der folgenden Auflistung in chronologischer Reihenfolge benannt.
- Crossläufe – Rhede, 6. März mit Einzel- / Mannschaftswertungen für Frauen und Männer auf jeweils zwei Streckenlängen (Mittel- / Langstrecke)
- Halbmarathon – Chemnitz, 21. März mit Einzel- / Mannschaftswertungen für Frauen und Männer
- Marathonlauf – im Rahmen des Hannover-Marathons am 18. April mit Einzel- / Mannschaftswertungen für Frauen und Männer[2]
- Läufe über 10.000 m (Frauen und Männer) – Trier, 15. Mai
- 10-km-Gehen (Frauen) / 50-km-Gehen (Männer) – Kerpen-Horrem, 23. Mai mit jeweils Einzel- und Mannschaftswertungen
- Mehrkämpfe (Frauen: Siebenkampf) / (Männer: Zehnkampf) – Vaterstetten, 19./20. Juni mit Einzel- und Mannschaftswertungen
- Langstaffeln, Frauen: 3 × 800 m / Männer: 4 × 800 m und 4 × 1500 m – Dortmund, 4. Juli im Rahmen der Deutschen Jugendmeisterschaften
- 100-km-Straßenlauf – Rheine, 4. September mit Einzel- / Mannschaftswertungen für Frauen und Männer[3]
- Berglauf – Berchtesgaden, 3. Oktober im Rahmen des Jenner-Berglaufs mit Einzel- / Mannschaftswertungen für Männer und Frauen

## Medaillengewinner Männer
Die folgende Übersicht fasst die Medaillengewinner und -gewinnerinnen zusammen. Eine ausführlichere Übersicht mit den jeweils ersten acht in den einzelnen Disziplinen findet sich unter dem Link Deutsche Leichtathletik-Meisterschaften 1993/Resultate.
| Disziplin                                   | Gold                                                                       | Leistung       | Silber                                                                            | Leistung       | Bronze                                                                             | Leistung       |
| ------------------------------------------- | -------------------------------------------------------------------------- | -------------- | --------------------------------------------------------------------------------- | -------------- | ---------------------------------------------------------------------------------- | -------------- |
| 100 m (Wind: −0,8)                          | Marc Blume (TV Wattenscheid 01)                                            | 10,30 s00      | Steffen Görmer (SV Halle)                                                         | 10,42 s00      | Christian Konieczny (LG Olympia Dortmund)                                          | 10,53 s00      |
| 200 m (Wind: +2,0)                          | Marc Blume (TV Wattenscheid 01)                                            | 20,46 s00      | Michael Huke (TV Wattenscheid 01)                                                 | 20,62 s00      | Björn Sinnhuber (MTG Mannheim)                                                     | 20,68 s00      |
| 400 m                                       | Thomas Schönlebe (LG Chemnitz)                                             | 46,28 s00      | Rico Lieder (LG Chemnitz)                                                         | 46,34 s00      | Ralph Pfersich (LG Olympia Dortmund)                                               | 46,45 s00      |
| 800 m                                       | Nico Motchebon (SCC Berlin)                                                | 1:49,69 min    | Jussi Udelhoven (LG Bayer Leverkusen)                                             | 1:50,11 min    | Joachim Dehmel (SpVgg. Feuerbach)                                                  | 1:50,15 min    |
| 1500 m                                      | Jens-Peter Herold (SCC Berlin)                                             | 3:49,86 min    | Rüdiger Stenzel (TV Wattenscheid 01)                                              | 3:50,49 min    | Michael Busch (PSV Grün-Weiß Kassel)                                               | 3:50,71 min    |
| 5000 m                                      | Rainer Wachenbrunner (Berliner SC)                                         | 13:51,96 min   | Markus Neukirch (SV Saar 05 Saarbrücken)                                          | 13:52,38 min   | Jens Karraß (SCC Berlin)                                                           | 13:53,28 min   |
| 10.000 m                                    | Stéphane Franke (SV Salamander Kornwestheim)                               | 27:57,98 min   | Rainer Wachenbrunner (Berliner SC)                                                | 28:24,50 min   | Carsten Eich (SC DHfK Leipzig)                                                     | 28:40,74 min   |
| Halbmarathon                                | Stephan Freigang (LC Cottbus)                                              | 1:05:34 h0000  | Kurt Stenzel (ASC Darmstadt)                                                      | 1:06:15 h0000  | Christian Husmann (LG Braunschweig)                                                | 1:06:30 h0000  |
| Halbmarathon, Mannschaftswertung            | LG BraunschweigChristian Husmann Markus Pingpank Volker Krajenski          | 3:21:48 h0000  | LAC Quelle Fürth/MünchenKlaus-Peter Nabein Dirk Nürnberger Engelbert Franz        | 3:21:54 h0000  | SV Saar 05 SaarbrückenAlfred Knickenberg Rainer Müller Michael Loth                | 3:25:04 h0000  |
| Marathon                                    | Kurt Stenzel (ASC Darmstadt)                                               | 2:13:25 h0000  | Konrad Dobler (SVO Germaringen)                                                   | 2:14:44 h0000  | Uwe Honsdorf (TuS Rot-Weiß Koblenz)                                                | 2:17:07 h0000  |
| Marathon, Mannschaftswertung                | LAC Quelle Fürth/MünchenDirk Nürnberger Eike Loch Hans Forster             | 7:06:37 h0000  | LG FrankfurtUlrich Wolf Volker Isigkeit Eckart Baier                              | 7:17:33 h0000  | LAC Quelle Fürth/MünchenDirk Kellner Frank Schnabel Udo Grimm                      | 7:18:38 h0000  |
| 100-km-Straßenlauf                          | Volker Becker-Wirbel (LTF Marpingen)                                       | 6:46:28 h0000  | Michael Sommer (Eichenkreuz Schwaikheim)                                          | 6:50:18 h0000  | Heinz Hüglin (LV Ettenheim)                                                        | 6:52:16 h0000  |
| 100-km-Straßenlauf, Mannschaftswertung      | LTF MarpingenVolker Becker-Wirbel Guido Joerg Franz Feller                 | 22:01:57 h0000 | DJK Frankenberg AachenHans Waack Diethard Gansow Burkhard Ernst Weber             | 22:33:02 h0000 | LC Olympia WiesbadenHeinz-Werner Janicke Michael Menz Rudolf Raab                  | 23:24:55 h0000 |
| 110 m Hürden (Wind: +2,2)                   | Dietmar Koszewski (LAC Halensee Berlin)                                    | 13,56 s00      | Claude Edorh (ASV Köln)                                                           | 13,69 s00      | Eric Kaiser (TSV Wasserburg)                                                       | 13,94 s00      |
| 400 m Hürden                                | Michael Kaul (USC Mainz)                                                   | 50,39 s00      | Edgar Itt (TV Gelnhausen)                                                         | 50,42 s00      | Michael Grün (LG Bayer Leverkusen)                                                 | 51,00 s00      |
| 3000 m Hindernis                            | Steffen Brand (TV Wattenscheid 01)                                         | 8:26,81 min    | Martin Strege (LG Baunatal/ACT Kassel)                                            | 8:31,21 min    | Kim Bauermeister (LG Filder)                                                       | 8:37,01 min    |
| 4 × 100 m Staffel                           | TV Wattenscheid 01Holger Blume Robert Kurnicki Michael Huke Marc Blume     | 39,57 s00      | VfL SindelfingenHolger Vogelsang Oliver Schmidt Michael Schwab Marcus Skupin-Alfa | 40,38 s00      | SV Salamander KornwestheimPatrick Schneider Thomas Nitsch Peter Klein Daniel Leigh | 40,60 s00      |
| 4 × 400 m Staffel                           | LG Olympia DortmundStefan Audehm Udo Schiller Bodo Unger Ralf Pfersich     | 3:09,29 min    | VfL SindelfingenMichael Schwab Holger Vogelsang Peter Mayer Jörg Vaihinger        | 3:10,46 min    | LAV Bayer Uerdingen/DormagenHeinz Hünnekes Thomas Fobbe Günther Christian Kerberg  | 3:10,51 min    |
| 4 × 800 m Staffel                           | LG Bayer LeverkusenRalf Dahmen Oliver Klaudt Alexander Adam Nico Udelhoven | 7:19,55 min    | MTV IngolstadtHans Stamm Alfred Hummel Dieter Gabriel Peter Braun                 | 7:20,56 min    | LAV EssenRiedel Große-Rhode Frank van Thiel Thorsten Kallweit                      | 7:23,36 min    |
| 4 × 1500 m Staffel                          | TV Wattenscheid 01Ingo Janich Schulze Stephan Plätzer Rüdiger Stenzel      | 15:08,24 min   | ESC ErfurtFromm Thorsten Lenhardt Hauke Fuhlbrügge Dominique Löser                | 15:15,55 min   | SCC BerlinGordon Schatz Andreas Wagner Olaf Beyer Stephan Kabat                    | 15:15,84 min   |
| 20-km-Gehen                                 | Robert Ihly (LG Offenburg)                                                 | 1:23:15 h0000  | Hartwig Gauder (TSV Erfurt)                                                       | 1:23:31 h0000  | Axel Noack (Berliner TSC)                                                          | 1:26:41 h0000  |
| 20-km-Gehen, Mannschaftswertung             | LAC Quelle Fürth/MünchenPeter Zanner Ralf Rose Alfons Schwarz              | 4:36:04 h0000  | TSV ErfurtHartwig Gauder Thomas Prophet Arnold                                    | 4:39:10 h0000  | SV FriedrichsgabeDan Bauer Dieter Zschiesche Schulz                                | 5:01:01 h0000  |
| 50 km Gehen                                 | Hartwig Gauder (TSV Erfurt)                                                | 3:52:46 h0000  | Axel Noack (Berliner TSC)                                                         | 3:55:44 h0000  | Volkmar Scholz (Berliner SV 1892)                                                  | 3:56:06 h0000  |
| 50 km Gehen, Mannschaftswertung             | Berliner SV 1892Volkmar Scholz Matthias Hütler Detlef Heitmann             | 13:04:24 h0000 | LAC Quelle Fürth/MünchenPeter Zanner Alfons Schwarz Hardy Koschollek              | 13:14:26 h0000 | TV 1846 Groß-GerauHeinrich Hänsel Rolf Fricke Uwe Rowold                           | 14:43:38 h0000 |
| Hochsprung                                  | Wolf-Hendrik Beyer (LG Bayer Leverkusen)                                   | 2,33 m         | Ralf Sonn (TSG Weinheim)                                                          | 2,33 m         | Carlo Thränhardt (LG Bayer Leverkusen)                                             | 2,25 m         |
| Stabhochsprung                              | Tim Lobinger (LG Bayer Leverkusen)                                         | 5,50 m         | Werner Holl (LG VfB/Kickers Stuttgart)                                            | 5,40 m         | Marc Osenberg (LG Bayer Leverkusen)                                                | 5,40 m         |
| Weitsprung                                  | Georg Ackermann (LG Karlsruhe)                                             | 8,00 m         | Bernhard Kelm (TSV Wasserburg)                                                    | 7,98 m         | Christian Thomas (TV Heppenheim)                                                   | 7,98 m         |
| Dreisprung                                  | Ralf Jaros (TV Wattenscheid 01)                                            | 17,13 m        | Volker Mai (SC Neubrandenburg)                                                    | 16,41 m        | Wolfgang Knabe (TV Wattenscheid 01)                                                | 16,37 m        |
| Kugelstoßen                                 | Oliver-Sven Buder (TV Wattenscheid 01)                                     | 20,15 m        | Jonny Reinhardt (TV Wattenscheid 01)                                              | 19,35 m        | Michael Mertens (VfL Wolfsburg)                                                    | 18,74 m        |
| Diskuswurf                                  | Lars Riedel (USC Mainz)                                                    | 65,48 m        | Jürgen Schult (Schweriner SC)                                                     | 63,28 m        | Michael Möllenbeck (Eintracht Frankfurt)                                           | 61,72 m        |
| Hammerwurf                                  | Jörn Hübner (LC Cottbus)                                                   | 72,62 m        | Karsten Kobs (LG Olympia Dortmund)                                                | 72,50 m        | Claus Dethloff (LG Bayer Leverkusen)                                               | 71,26 m        |
| Speerwurf                                   | Raymond Hecht (TV Wattenscheid 01)                                         | 81,88 m        | Boris Henry (TV Ludweiler)                                                        | 80,48 m        | Peter Blank (USC Mainz)                                                            | 80,04 m        |
| Zehnkampf                                   | Christian Schenk (USC Mainz)                                               | 8109 P         | Torsten Voss (LAV Bayer Uerdingen/Dormagen)                                       | 8074 P         | Thorsten Dauth (TV Heppenheim)                                                     | 7985 P         |
| Zehnkampf, Mannschaftswertung               | USC MainzChristian Schenk Udo Jacobasch Christian Betzle                   | 22.377 P       | LAC Quelle Fürth/MünchenPeter Neumaier Norbert Demmel Helmut Haas                 | 22.285 P       | TV NordenFrank Müller Robert Kleemann Gerd Zander                                  | 21.778 P       |
| Crosslauf Mittelstrecke – 2,8 km            | Ralf Dahmen (LG Bayer Leverkusen)                                          | 7:51 min00     | Stephan Kabat (SCC Berlin)                                                        | 7:56 min00     | Rüdiger Stenzel (TV Wattenscheid 01)                                               | 7:56 min00     |
| Crosslauf Mittelstrecke, Mannschaftswertung | SCC BerlinStephan Kabat Olaf Beyer Jens Joppich                            | Pl.-Ziff. 23   | TV Wattenscheid 01Rüdiger Stenzel Stephan Plätzer H. Schulze                      | Pl.-Ziff. 39   | LAC Quelle Fürth/MünchenHubert Karl Klaus-Peter Nabein Dieter Deininger            | Pl.-Ziff. 51   |
| Crosslauf Langstrecke – 12,4 km             | Stephan Freigang (LC Cottbus)                                              | 37:53 min00    | Rainer Wachenbrunner (Berliner SC)                                                | 37:56 min00    | Jens Wilky (LG Olympia Dortmund)                                                   | 38:37 min00    |
| Crosslauf Langstrecke, Mannschaftswertung   | SV Saar 05 SaarbrückenMarkus Neukirch Alfred Knickenberg R. Müller         | Pl.-Ziff. 74   | LG WipperfürthRobert Langfeld Jörg Haarmann Olaf Kästner                          | Pl.-Ziff. 90   | LG Olympia DortmundJens Wilky Kasper Michael Kluwe                                 | Pl.-Ziff. 113  |
| Berglauf                                    | Guido Dold (LC Breisgau)                                                   | 46:40 min00    | Dirk Debertin (LC Breisgau)                                                       | 47:59 min00    | Philipp Kehl (SVO Germaringen)                                                     | 48:03 min00    |
| Berglauf, Mannschaftswertung                | LC BreisgauGuido Dold Dirk Debertin Peter Fröhlich                         | 2:25:38 h0000  | SVO GermaringenPhilipp Kehl Martin Sambale Reinhard Mayer                         | 2:27:08 h0000  | LG FrankfurtWolfgang Münzel Jörg Leipner Oliver Majchrzak                          | 2:30:48 h0000  |

## Medaillengewinnerinnen Frauen
| Disziplin                                   | Gold                                                                              | Leistung       | Silber                                                                        | Leistung       | Bronze                                                                              | Leistung                          |
| ------------------------------------------- | --------------------------------------------------------------------------------- | -------------- | ----------------------------------------------------------------------------- | -------------- | ----------------------------------------------------------------------------------- | --------------------------------- |
| 100 m (Wind: −0,2)                          | Melanie Paschke (LG Braunschweig)                                                 | 11,23 s00      | Andrea Philipp (Schweriner SC)                                                | 11,51 s00      | Bettina Zipp (TV Schriesheim)                                                       | 11,53 s00                         |
| 200 m (Wind: +2,2)                          | Silke-Beate Knoll (LG Olympia Dortmund)                                           | 22,74 s00      | Melanie Paschke (LG Braunschweig)                                             | 22,97 s00      | Silke Lichtenhagen (LG Bayer Leverkusen)                                            | 23,33 s00                         |
| 400 m                                       | Anja Rücker (TuS Jena)                                                            | 52,43 s00      | Karin Janke (VfL Wolfsburg)                                                   | 53,13 s00      | Sandra Seuser (SCC Berlin)                                                          | 53,31 s00                         |
| 800 m                                       | Birte Bruhns (ASV Köln)                                                           | 2:01,73 min    | Sabine Zwiener (LG VfB/Kickers Stuttgart)                                     | 2:01,88 min    | Christine Wachtel (SC Empor Rostock)                                                | 2:01,90 min                       |
| 1500 m                                      | Simone Weidner (OSC Berlin)                                                       | 4:15,62 min    | Antje Beggerow (SC Empor Rostock)                                             | 4:16,30 min    | Kristina da Fonseca-Wollheim (LG Offenburg)                                         | 4:17,59 min                       |
| 3000 m                                      | Claudia Lokar geb. Borgschulze (LG Olympia Dortmund)                              | 9:02,62 min    | Christina Mai (LG Olympia Dortmund)                                           | 9:04,02 min    | Dörte Köster (SC Empor Rostock)                                                     | 9:04,86 min                       |
| 10.000 m                                    | Kathrin Weßel geb. Ullrich (OSC Berlin)                                           | 32:00,52 min   | Claudia Dreher (LG Olympia Dortmund)                                          | 32:24,74 min   | Sonja Krolik (LG Bayer Leverkusen)                                                  | 33:40,50 min                      |
| Halbmarathon                                | Birgit Jerschabek (LG Sieg)                                                       | 1:14:08 h0000  | Claudia Metzner (TV Wattenscheid 01)                                          | 1:14:25 h0000  | Jutta Karsch (LG Olympia Dortmund)                                                  | 1:14:41 h0000                     |
| Halbmarathon, Mannschaftswertung            | LG SiegBirgit Jerschabek Manuela Veith Hildegard Mockenhaupt                      | 3:55:34 h0000  | Starlight Team Essen 91Martina Weise Anke Bauer Ayla Tosun                    | 4:10:41 h0000  | SV Saar 05 SaarbrückenBärbel Zeeb Isabelle Müller Steffi Hertel                     | 4:11:05 h0000                     |
| Marathon                                    | Birgit Jerschabek (LG Sieg)                                                       | 2:30:34 h0000  | Andrea Fleischer (TuS Jena)                                                   | 2:37:11 h0000  | Sigrid Wulsch (LG Menden)                                                           | 2:43:19 h0000                     |
| Marathon, Mannschaftswertung                | LG SiegBirgit Jerschabek Hildegard Mockenhaupt Josefa Matheis                     | 8:30:14 h0000  | TV Geiselhöring 1862Traudi Haselbeck Heidemarie Stalla Ilse Rühlemann         | 8:47:10 h0000  | LAV Bayer Uerdingen/DormagenSigrid Altmeyer Petra Sander Petra Bauer                | 9:03:19 h0000                     |
| 100-km-Straßenlauf                          | Birgit Lennartz-Lohrengel (LG Sieg)                                               | 7:46:44 h0000  | Iris Reuter (TVDÄ Hanau)                                                      | 7:50:57 h0000  | Jutta Philippin (SpVgg Renningen)                                                   | 7:56:55 h0000                     |
| 100-km-Straßenlauf, Mannschaftswertung      | DLC AachenAntje Küpper Maria Theißen Irene Franken                                | 26:49:16 h0000 | SCC BerlinHelga Backhaus Christl Heine Sigrid Eichner                         | 27:16:40 h0000 | nur 2 Mannschaften in der Wertung                                                   | nur 2 Mannschaften in der Wertung |
| 100 m Hürden (Wind: −1,5)                   | Kristin Patzwahl (LAC Halensee Berlin)                                            | 12,98 s00      | Caren Jung (MTG Mannheim)                                                     | 13,30 s00      | Sabine Braun (TV Wattenscheid 01)                                                   | 13,38 s00                         |
| 400 m Hürden                                | Silvia Rieger (TuS Eintracht Hinte)                                               | 55,42 s00      | Heike Meißner (Dresdner SC)                                                   | 55,54 s00      | Linda Kisabaka (LG Bayer Leverkusen)                                                | 56,17 s00                         |
| 4 × 100 m Staffel                           | LG Bayer LeverkusenKerstin Reuter Silke Lichtenhagen Stefanie Hütz Anke Feller    | 44,76 s00      | LG Olympia DortmundTielkes Martina Kersting Mirja Knuth Silke-Beate Knoll     | 45,35 s00      | LG WipperfürthKatrin Blankenburg Christina Hormann Katrin Herbeck Ingeborg Leschnik | 45,47 s00                         |
| 4 × 400 m Staffel                           | LG Olympia DortmundSandra Kuschmann Helga Arendt Silvia Steimle Silke-Beate Knoll | 3:33,89 min    | LG OffenburgBettina Kersten Christine Wahl Simone Geist Ulrike Heinz          | 3:36,66 min    | OSC BerlinJana Schönenberger Marlies Keil Marion Zillwich-Scholz Simone Weidner     | 3:41,17 min                       |
| 3 × 800 m-Staffel                           | SCC BerlinCarmen Wüstenhagen Katje Hoffmann Kati Kovacs                           | 6:19,04 min    | OSC BerlinCornelia Bahls Marlies Keil Simone Weidner                          | 6:23,63 min    | LAC Quelle Fürth/MünchenChristine Stief Ute Haak Sabine Leist                       | 6:30,60 min                       |
| 5000-m-Bahngehen                            | Beate Anders (LAC Halensee Berlin)                                                | 20:55,75 min   | Kathrin Born (OSC Potsdam)                                                    | 21:49,33 min   | Sandy Leddin (TSV Erfurt)                                                           | 22:32,56 min                      |
| 10 km Gehen                                 | Beate Anders (LAC Halensee Berlin)                                                | 43:12 min      | Kathrin Born (OSC Potsdam)                                                    | 45:13 min      | Simone Thust (LAC Halensee Berlin)                                                  | 46:40 min                         |
| 10 km Gehen, Mannschaftswertung             | LAC Halensee BerlinBeate Anders Simone Thust Sandra Priemer                       | 2:19:52 h0000  | Berliner SCDoreen Sellenriek Helge Will Yvonne Anders                         | 2:30:22 h0000  | LSG AalenBrigitte Buck Christine Stegmaier Insa Franke                              | 2:35:35 h0000                     |
| Hochsprung                                  | Heike Henkel geb. Redetzky (LG Bayer Leverkusen)                                  | 2,00 m         | Heike Balck (Schweriner SC)                                                   | 1,92 m         | Andrea Baumert geb. Arens (SCC Berlin)                                              | 1,88 m                            |
| Stabhochsprung                              | Carmen Haage (LG Herlazhofen/Diepoldshofen)                                       | 3,85 m         | Tanja Cors (MTV Holzminden)                                                   | 3,75 m         | Andrea Müller (LAZ Zweibrücken)                                                     | 3,55 m                            |
| Weitsprung                                  | Susen Tiedtke (Berliner SC)                                                       | 6,77 m         | Helga Radtke (SC Empor Rostock)                                               | 6,53 m         | Katrin Bartschat (TK Hannover)                                                      | 6,40 m                            |
| Dreisprung                                  | Helga Radtke (SC Empor Rostock)                                                   | 14,05 m        | Petra Laux (LAG Siegen)                                                       | 13,61 m        | Anja Vokuhl (SC Magdeburg)                                                          | 13,57 m                           |
| Kugelstoßen                                 | Kathrin Neimke (SC Magdeburg)                                                     | 19,56 m        | Stephanie Storp (VfL Wolfsburg)                                               | 19,53 m        | Astrid Kumbernuss (SC Neubrandenburg)                                               | 19,09 m                           |
| Diskuswurf                                  | Anja Gündler (OSC Berlin)                                                         | 61,84 m        | Franka Dietzsch (SC Neubrandenburg)                                           | 60,70 m        | Astrid Kumbernuss (SC Neubrandenburg)                                               | 59,64 m                           |
| Hammerwurf                                  | Simone Mathes (UAC Kulmbach)                                                      | 53,36 m        | Marion Große (ASV Köln)                                                       | 50,60 m        | Angelika Lindemann (LG Frankfurt)                                                   | 50,22 m                           |
| Speerwurf                                   | Silke Renk (SV Halle)                                                             | 65,46 m        | Steffi Nerius (LG Bayer Leverkusen)                                           | 63,88 m        | Karen Forkel (SV Halle)                                                             | 62,84 m                           |
| Siebenkampf                                 | Birgit Clarius (LAC Quelle Fürth/München)                                         | 6500 P         | Birgit Gautzsch (Schweriner SC)                                               | 6181 P         | Bettina Braag (LG Bayer Leverkusen)                                                 | 6083 P                            |
| Siebenkampf, Mannschaftswertung             | LG Bayer LeverkusenBettina Braag Silke Knut Anke Straschewski                     | 17.270 P       | LAC Quelle Fürth/MünchenBirgit Clarius Sabine Schwarz Heike Blaßneck          | 17.182 P       | OSC BerlinMarion Scholz geb. Zillwich Micheline Borchert Sylvana Finke              | 16.280 P                          |
| Crosslauf Mittelstrecke – 2,8 km            | Claudia Metzner (TV Wattenscheid 01)                                              | 9:01 min00     | Katrin Wolf (LAC Quelle Fürth/München)                                        | 9:05 min00     | Annette Hüls (LG Bayer Leverkusen)                                                  | 9:07 min00                        |
| Crosslauf Mittelstrecke, Mannschaftswertung | LAC Quelle Fürth/MünchenKatrin Wolf Ute Haak Vera Michallek geb. Steiert          | Pl.-Ziff. 11   | LG Bayer LeverkusenAnnette Hüls Katja Steinmetz Susanne Hüls                  | Pl.-Ziff. 21   | LG BraunschweigDoris Grossert Katrin Bröger Kratz                                   | Pl.-Ziff. 47                      |
| Crosslauf Langstrecke – 7,6 km              | Claudia Dreher (LG Olympia Dortmund)                                              | 25:52 min00    | Birgit Jerschabek (LG Sieg)                                                   | 26:09 min00    | Claudia Lokar geb. Borgschulze (LG Olympia Dortmund)                                | 26:38 min00                       |
| Crosslauf Langstrecke, Mannschaftswertung   | LG Olympia DortmundClaudia Dreher Claudia Lokar geb. Borgschulze Antje Pohlmann   | Pl.-Ziff. 13   | SV Saar 05 SaarbrückenBärbel Zeeb Nicole Frank Steffi Hertel                  | Pl.-Ziff. 53   | LAV Bayer Uerdingen/DormagenPetra Sander Sigrid Altmeyer Petra Bauer                | Pl.-Ziff. 53                      |
| Berglauf                                    | Birgit Lennartz-Lohrengel (LG Sieg)                                               | 57:29 min00    | Johanna Baumgartner (LAC Quelle Fürth/München)                                | 57:48 min00    | Sonja Ambrosy (LC Breisgau)                                                         | 59:23 min00                       |
| Berglauf, Mannschaftswertung                | LC BreisgauSonja Ambrosy Barbara Guerike Monika Imgraben                          | 3:06:08 h0000  | LAC Quelle Fürth/MünchenJohanna Baumgartner Silke Hennersdorf Marion Rupprich | 3:31:53 h0000  | TSV BurghaslachFischer Dagmar Weinländer Dölle                                      | 3:33:01 h0000                     |